# إدوين الكسندر فوربس
إدوين الكسندر فوربس (بالإنجليزية: Edwin Alexander Forbes)‏ هو محامي وسياسي أمريكي، ولد في 1860، وتوفي في 18 يونيو 1915. حزبياً، نشط في الحزب الجمهوري.